# Bika lesní

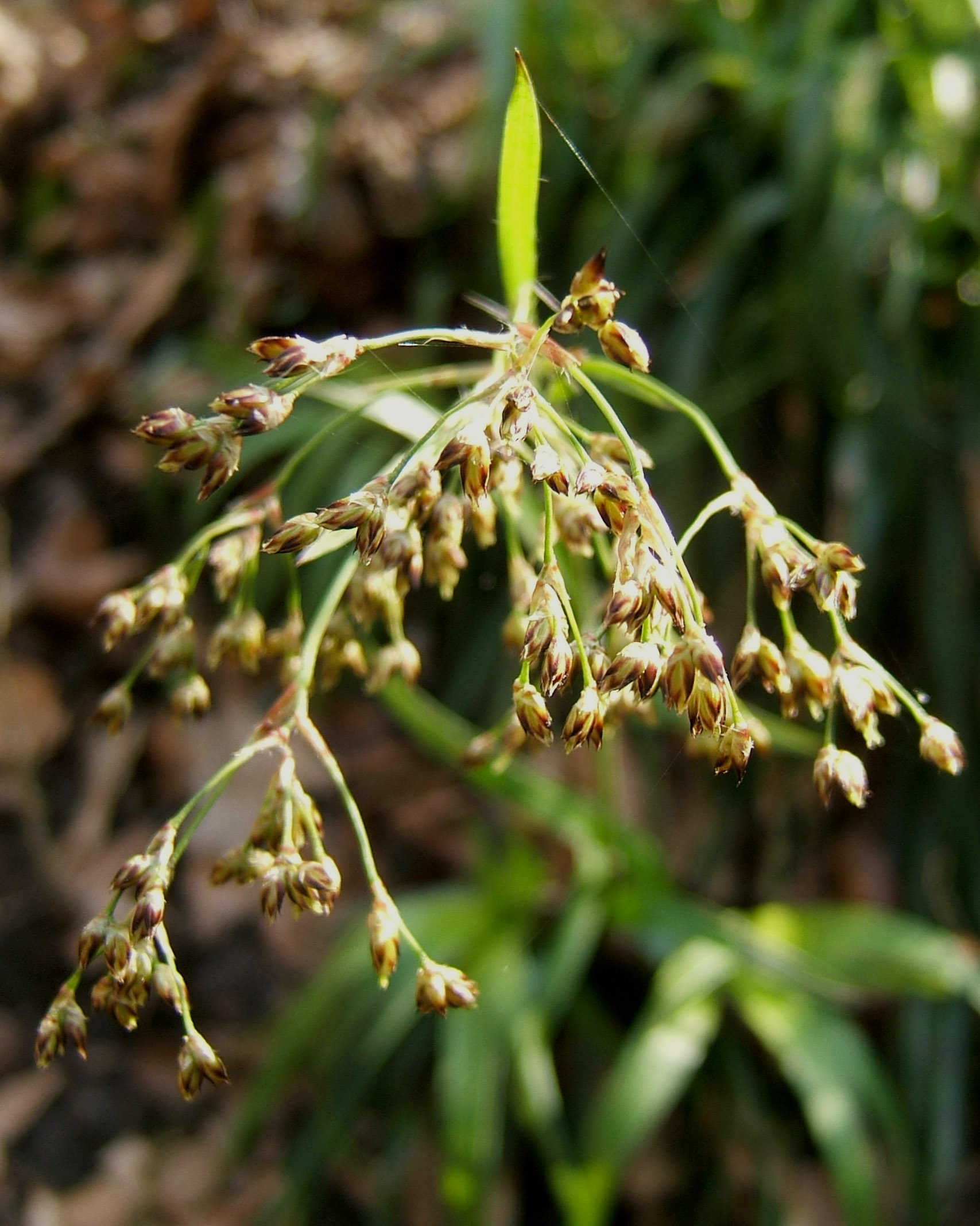
Dozrávající květenství biky lesní

Bika lesní (Luzula sylvatica) je až metr vysoká bylina trávovitého vzhledu. Je původní druh české květeny a nejvzrůstnějším ze všech druhů rodu bika vyskytujících se v přírodě České republiky. Tato vytrvalá rostlina je rozšířena hlavně v západní a jižní Evropě, mimo Evropu se řídce vyskytuje v Malé Asii a oblastech přilehlých ke Kavkazu.

## Ekologie
Bika lesní je dlouhověká mrazuodolná trvalka rostoucí na průběžně vlhkých stanovištích, která jsou částečně zastíněna a mají slabě kyselou a humózní půdou. V Česku se obvykle vyskytuje v horách a podhůřích vyjma Orlických hor, kde neroste vůbec, a Krkonoš, kde je vzácná. Z horských smrčin často zasahuje do výše položených bučin nebo nad hranici lesa do vysokostébelných luk.
V zimním období nesnáší přímé sluneční osvětlení, které poškozuje konce jejích stálezelených listů, obdobně se na rostlině projevuje i sucho. Začíná rašit počátkem dubna a kvete od konce dubna do konce května. Uschlá květenství zůstávají na rostlině po dlouhou dobu. Při vysoké sněhové pokrývce je oblíbenou potravou zajíců.

## Popis
Statná trsnatá travina s kulatými lodyhami vysokými 50 až 100 cm. Lodyhy vyrůstající z tlustého šikmo vystoupavého oddenku jsou přímé a od báze listnaté. Bazální listy rostou do široka rozložené, jsou 20 až 30 cm dlouhé, u báze 1,5 cm široké a postupně se zužují. Mnohem kratší lodyžní listy v počtu čtyři až šest rostou z uzavřených pochev bez oušek. Listy jsou čárkovité lesklé a po okrajích jsou stříbřitě dlouze chlupaté. Bika lesní je ze všech druhů bik rostoucích v Česku nejvyšší a má nejširší listy.
Na konci lodyhy vyrůstá řídké rozložité květenství kružel, které na rostlině dlouho přetrvává a později je převislé. Krátkými membranózními listeny podepřený kružel, v počátku směstnaný a později rozložený, má tenké větvičky zakončené jedním až třemi drobnými květy. Tyto oboupohlavné květy mají šest žlutavých nebo nahnědlých, ve dvou kruzích rostoucích okvětních lístků, šest krátkých tyčinek, jednoduchý semeník a jednu bliznu. Květy bez nektaru vytvoří po větrosnubném nebo hmyzosnubném opylení kulovité černohnědé 3 mm velké tobolky se třemi vejčitými tmavými lesklými semeny s drobným masíčkem. Mimo semen se v přírodě rozmnožuje krátkými nadzemními i podzemními výběžkatými oddenky.

## Význam
Tato stálezelená travina s krýtkými výběžky se pro svůj svěže zelený list používá v okrasném zahradnictví do stinných trvalkových záhonů. Lze ji uplatnit spolu s ostatními stínomilnými rostlinami jako podrost pod listnaté stromy a poblíž záhonů s pěnišníky. Slabě rostoucí kultivary pak nacházejí uplatnění jako půdokryvná dřevina[zdroj?], nejčastěji zastíněných břehů vodních ploch.
Bylo vypěstováno mnoho kultivarů speciálně pro výsadbu do zahrad, například panašované 'Marginata' a 'Silberhaar', vzrůstný a rychle se rozrůstající 'Tauernpass', v zimě nažloutlý 'Wintergold' či nízký a jemný 'Farnfreund'. Vyšlechtěné kultivary se množí pro zachování vlastností dělením trsů, čisté druhy pak výsevem dobře klíčících semen.